# Canal de reg

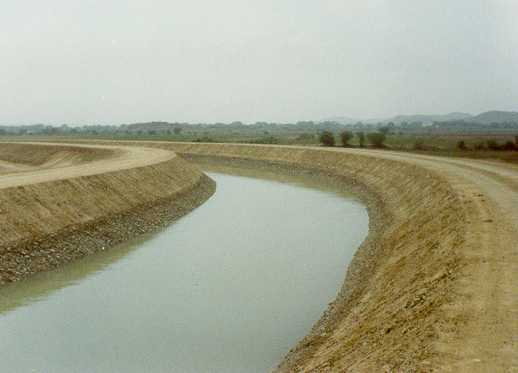
Canal principal de reg.

Els canals de reg tenen la funció de conduir l'aigua des de la captació fins al camp de regadiu on serà aplicat als conreus. Són obres d'enginyeria importants, que han de ser curosament dissenyades per no provocar Impacte ambiental i perquè hi hagi la menor despesa possible d'aigua. Estan vinculats a les característiques del terreny, generalment en segueixen aproximadament les corbes de nivell, davallant suaument cap a cotes més baixes, donant-li un pendent descendent, perquè l'aigua flueixi més ràpidament i no es perdi tant de líquid.
La construcció del conjunt dels canals de reg és una de las parts més significatives en el cost de la inversió inicial del sistema de reg, per tant és molt important tenir-ne cura.
Les dimensions dels canals de reg són molt variades, i van des de grans canals per a transportar desenes de m³/s, els anomenats canals principals, fins petits canals amb capacitat per a uns pocs l/s, són els anomenats canals de camp.

## Parts d'un canal de reg

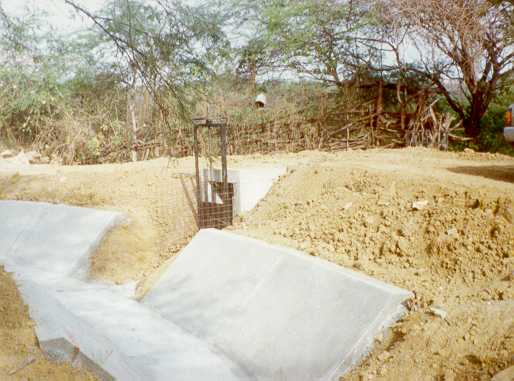
Obra de derivació en construcció

Al llarg d'un canal de reg se situen moltes i variades estructures:
- obres de derivació, que es fan servir per derivar l'aigua fent servir partidors, des d'un canal principal (per exemple una séquia) a un de secundari, o d'aquest darrer cap un canal terciari, o des del terciari cap al canal de camp i el canó de boquera. Generalment es fan de formigó, o amb pedra, i estan equipades amb comportes, algunes simples, manuals, i altres que fins i tot poden ser controlades per control remot;
- controls de nivell, sovint associats a obres de derivació, es destinen a mantenir sempre, en el canal, el nivell d'aigua dins d'un cert rang i, especialment en els punts terminals, amb una inclinació descendent;
- controls de seguretat, han de funcionar de forma automàtica, per evitar danys en el sistema, si per qualsevol raó hi hagués una falla d'operació Hi ha bàsicament dos tipus de controls de seguretat: els abocadors hidràulics, i els sifons;
- seccions d'aforament, destinades a mesurar la quantitat d'aigua que entra en un determinat canal, segons el qual l'usuari de l'aigua pagarà el servei. Hi ha diversos tipus de |seccions d'aforament, algunes molt senzilles, consten d'una regla graduada que llegeix l'operador a intervals preestablerts, fins sistemes complexes, associats amb comportes autorregulables, que registren el cabal de forma contínua i el transmeten a la central d'operació computeritzada;
- obres de creuament del canal de reg amb altres infraestructures existents en el terreny, pertanyents o no al sistema de reg. Aquestes al seu torn poden ser de:
  - creuament de canal de reg amb un canal de drenatge del mateix sistema de reg;
  - creuament d'un dren natural, amb el canal de reg, a una cota més gran que aquest darrer
  - creuament de canal de reg amb una fondalada o vall;
  - creuament de canal de reg amb una via.